# Tricentrus kuyanianus
Tricentrus kuyanianus är en insektsart som beskrevs av Matsumura. Tricentrus kuyanianus ingår i släktet Tricentrus och familjen hornstritar. Inga underarter finns listade i Catalogue of Life.